# Droga wojewódzka nr 860
Droga wojewódzka nr 860 (DW860) – droga wojewódzka w województwie lubelskim o długości 2,6 km, łącząca drogę wojewódzką nr 830 ze stacją kolejową Sadurki.